# Nephrolepis obtusiloba
Nephrolepis obtusiloba là một loài dương xỉ trong họ Nephrolepidaceae. Loài này được A. Rojas mô tả khoa học đầu tiên năm 2008.